# Princess Connect! Re:Dive
Princess Connect! Re:Dive (プリンセスコネクト! Re:Dive Purinsesu Konekuto! Redaibu) ist eine Anime-Fernsehserie von Takaomi Kanasaki, die die Handlung des gleichnamigen Computerspiels von Cygames aufgreift und fortsetzt. 
Der Anime entsteht in dem zu Cygames gehörenden Studio CygamesPictures. Die erste Episode wurde am 6. April 2020 im japanischen Fernsehen gezeigt. Crunchyroll erwarb die Rechte an einer Ausstrahlung der Serie im Simulcast, darunter auch für Deutschland. Die Serie folgt dem Abenteurer Yūki, der eines Tages an einem ihm unbekannten Ort erwacht und dort auf weitere Charaktere trifft, mit denen er eine Gilde gründet.

## Handlung
Eines Tages erwacht der Abenteurer Yūki an einem ihm unbekannten Ort ohne Erinnerungen zu haben, wie er dorthin gelangt ist. Alsbald trifft er auf Magierin Kokkoro, die Schwertkämpferin Pecorine und Neko Kyaru. Gemeinsam gründen sie die „Gourmet“-Gilde und kommen bei ihren gemeinsamen Abenteuern einem unerwarteten Geheimnis immer näher.

## Produktion
Am 15. Februar 2019 wurde eine Anime-Serie zum gleichnamigen Computerspiel angekündigt, die die Handlung des Spiels fortsetzen soll. Knapp ein Jahr später wurde bekannt gegeben, dass die erste Episode am 6. April 2020 zunächst auf Tokyo MX, BS11, Sun TV und KBS gezeigt wird, ehe diese versetzt auf TV Hokkaido, Kyushu Broadcasting und TV Aichi wiederholt wird. Am 8. April 2020 war geplant, die Serie wöchentlich über WOWOW im Simulcast zu zeigen.
Regie führt Takaomi Kanasaki, der bereits für seine Arbeit an KonoSuba und Is This a Zombie? bekannt ist. Unterstützt wird er von Kana Hanifuji, die bei der Entstehung von Yōjo Senki beteiligt war. Der Anime entstand im Studio CygamesPictures, das zu Cygames gehört. Lie Jun Yang, Yasuyuki Noda und Satomi Kurita entwerfen gemeinsam das Charakterdesign. Die Musik in der Serie stammt aus der Feder von Imagine. Auch wurden mit M.A.O, Miku Itō, Rika Tachibana und Satoshi Abe die ersten vier Synchronsprecher bekannt gegeben. Am 22. März 2020 wurden weitere Synchronsprecher für die Serie veröffentlicht.
Vier Tage vor der Erstausstrahlung der ersten Episode im japanischen Fernsehen kündigte Crunchyroll an, die Serie im Simulcast zu zeigen, darunter auch im deutschsprachigen Raum in Originalsprache mit deutschen Untertiteln.
Die erste Staffel der Animeserie umfasst dreizehn Episoden. Am 13. August 2020 wurde die Produktion einer zweiten Staffel bekannt gegeben. Exakt ein Jahr nach der Ankündigung einer zweiten Staffel wurde bekannt, dass diese ab Januar 2022 in Japan starten wird.

## Synchronisation
| Rolle     | Japanische Stimme (Seiyū) |
| --------- | ------------------------- |
| Yūki      | Atsushi Abe               |
| Kokkoro   | Miku Itō                  |
| Kyaru     | Rika Tachibana            |
| Pecorine  | M.A.O                     |
| Ames      | Rie Takahashi             |
| Labyrista | Miyuki Sawashiro          |
| Karin     | Aya Suzaki                |